# Marianne Müller-Brettel
Marianne Müller-Brettel (* 16. Juli 1946 in Sumiswald, Schweiz) ist eine Autorin und freie Publizistin. Ihr Forschungsschwerpunkt ist die Friedenspsychologie, daneben die Entwicklung der Arbeitslehre, Fragen der Wissenschaftskommunikation und die Geschichte der Psychologie. Von 1972 bis 2003 war sie wissenschaftliche Mitarbeiterin am Max-Planck-Institut für Bildungsforschung in Berlin.

## Akademischer Werdegang
Nach der Matura 1965 in Burgdorf begann sie ein Studium der Psychologie und die Philosophie an der Universität in Bern. Anschließend studierte sie Psychologie an der Freien Universität Berlin, wo sie 1971 ihr Diplom erhielt. Im Jahre 1995 promovierte sie zum Dr. phil. an der Freien Universität Berlin.

## Friedenspsychologie
Da Kriege kollektive gesellschaftliche Prozesse sind, müssen nach Ansicht von Marianne Müller-Brettel in der Friedenspsychologie Individuen nicht primär als isolierte Persönlichkeiten, sondern als Teil eines Kollektivs (soziale Gruppe, religiöse Gemeinschaft, Ethnie oder Nation) analysiert werden. Für das tatsächliche Verhalten gegenüber Kriegen sind die in der Sozialisation erworbenen Schemata („deep-frames“) wie „Kriege hat es immer gegeben“, „Krieg ist nicht vermeidbar“, „eine starke Armee bedeutet Sicherheit“, die durch Eltern, soziale Bezugsgruppen und gesellschaftliche Institutionen immer wieder hervorgerufen und verfestigt werden, entscheidender als pazifistische Einstellungen. Ferner sind Machtstreben, Opferbereitschaft und Loyalität zu einer politischen Bewegung, einer Religionsgemeinschaft, Ethnie oder Nation für das Führen von Kriegen wichtiger als eine hohe Aggressionsbereitschaft. Denn Kriege sind kein Naturgesetz und können daher nicht durch eine angeborene Verhaltensdisposition wie aggressive Reaktion erklärt werden. Eine besondere Bedeutung hat die identitätsstiftende Funktion kollektiver Gewalt: in Krisen und gesellschaftlichen Umbruchzeiten wird versucht, den Verlust von Identität und Sicherheit mit Hilfe kollektiver Gewalt zu kompensieren.

## Geschichte der Psychologie und Wissenschaftskommunikation
In  ihren quantitativen Studien zur Geschichte der Psychologie stellte Marianne Müller-Brettel fest, dass nicht selten das Vorhandensein von Methoden die Forschung bestimmt. So haben realwissenschaftliche Ansätze (Lazarus und Steinthal, Lewin, Scarry), die aufwendige Feldforschungen erfordern, bis heute in der Sozialpsychologie wenig Chancen gehabt gegenüber den leicht  durchführbaren Messungen individueller Einstellungen oder der Analyse von Sozialverhalten in Laborexperimenten. Ein anderer Faktor, der die Entwicklung eines Fachgebietes beeinflusst, ist die Sichtbarkeit (Visibility) einzelner Forscherinnen und Autoren in der Scientific Community. Fehlt diese, werden nicht selten interessante Ansätze vergessen.
Dass sich der Citation Index, ursprünglich gedacht als Informationsquelle für ein bestimmtes Sachgebiet, zu einem wichtigen Instrument der Wissenschaftskommunikation und Leistungsbewertung entwickelt hat, liegt nach Auffassung von Marianne Müller-Brettel daran, dass mit Hilfe von Zitatanalysen – ähnlich wie mit einem Metermaß eine Strecke – die Wissenschaftslandschaft unabhängig von ihrem Inhalt vermessen werden kann.

## Arbeitslehre
Marianne Müller-Brettel wies nach, dass sich in der Diskussion um die Arbeitslehre die jeweiligen gesellschaftlichen Konflikte zwischen Unternehmen und Gewerkschaften widerspiegeln. So versuchten in den 1960er Jahren die Gewerkschaften gemeinsam mit den Arbeitgeberverbänden Forderungen zu entwickeln. Mit Verschärfungen der Arbeitskämpfe in den 1970er Jahren entwickelte der Deutsche Gewerkschaftsbund eigene Positionen. Dabei unterscheiden sich die Konzepte der Arbeitgeberverbände von denen der Gewerkschaften weniger in organisatorischen und methodischen Fragen als in den Zielen dieses Faches. Geht es den Unternehmensverbänden um den informierten Arbeitnehmer, der die eigenen Interessen gegen die Interessen der Wirtschaft abzuwägen weiß, so fordern die Gewerkschaften Arbeitslehreinhalte, die sich an den Interessen der späteren Lohnabhängigen orientieren.

## Werke
- Mein Freund zieht in den Krieg. Ein Streitgespräch über Kriege und die Schwierigkeit, sie abzuschaffen. Mit einem Vorwort von Andreas Buro. 2. Aufl. Stadthaus-Verlag, Blankenfelde 2017, ISBN 978-3-922299-40-0.
- Forschen für den Krieg. Psychologische Aspekte der Rüstungsforschung im Nationalsozialismus. In: Wissenschaft und Frieden. (1) 2013, S. 39–43.
- Zwischen Masse und Individuum: Geschichte der Friedenspsychologie. In: Gert Sommer, Albert Fuchs: Krieg und Frieden. Handbuch der Konflikt- und Friedenspsychologie. Beltz, Weinheim 2004, S. 44–56.
- Frieden und Krieg in der psychologischen Forschung: historische Entwicklungen, Theorien und Ergebnisse. Max-Planck-Institut für Bildungsforschung, Berlin 1995.
- Bibliography on peace research and peaceful international relations: the contributions of psychology 1900–1991. Saur, München 1993.
- Citation Indices – Objektivität und magisches Denken. In: Gegenworte. (8) 2001, S. 32–34.
- mit Roger A. Dixon: Johann Nicolas Tetens: a forgotten father of development psychology? In: International Journal of behavioral Development. 13(2) 1990, S. 215–230.
- Unternehmer und Gewerkschaften zur Arbeitslehre: Analyse und Dokumentation ihrer Vorstellungen 1964–1980. Franzbecker, Bad Salzdetfurth 1981.